# مكتب الرعاية التبتية

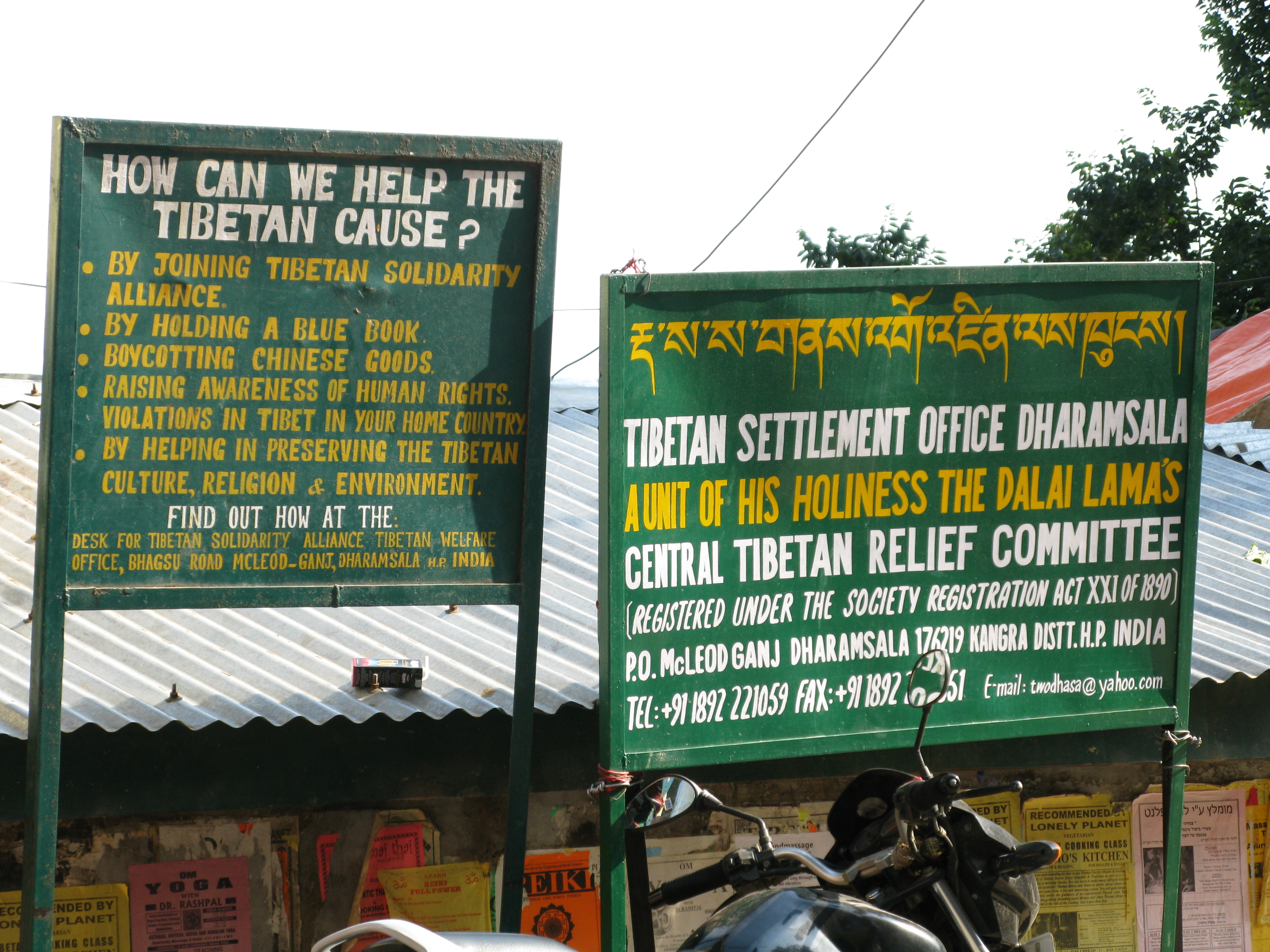

مكتب الإستيطان التبتي (TSO) ، (المعروف سابقًا باسم «مكتب الرعاية التبتية») تعمل داخل وزارة الداخلية التبتية، وهي جزء من الإدارة التبتية المركزية في دارمسالا، الهند.  يُنظم مشاريع في القطاعات الإجتماعية والثقافية والإقتصادية. علاوة على ذلك يركزون على قضايا البيئة والتنمية الدائمة.

## إدارة المخلفات
في عام 1994 تم إطلاق مشروع «تنظيف دارمشالا العلوي» من قبل T.S.O. وكان الهدف هو حل إدارة النفايات في دارمشالا العلوية والتي كانت بحاجة إلى جهود قوية بسبب زيادة النفايات غير القابلة للتحلل في تلك المنطقة.
في البداية قام المشروع بتركيب ثلاثة «عمال خضر»، الذين جمعوا المواد القابلة لإعادة التدوير من الشركات والأسر في ماكليود غانج، يمكن أيضًا تحقيق تأثير إيجابي كبير على الوضع البيئي من خلال تركيب خمسة صناديق قمامة يتم تفريغها بشكل متكرر بواسطة عربة غبار.
علاوة على ذلك تم بناء مراحيض عامة تتم صيانتها بشكل متكرر، تم إزاحة نظام الصرف في منطقة ماكليود غانج وبحيرة دال لمنع تلوث المياه.

## إعادة التدوير
يتم جمع المواد القابلة لإعادة التدوير من الباب إلى الباب من قبل «العمال الخضر» أو التي تنبعث من الأسر.
 يتم إعادة تدوير المواد التالية:
- البلاستيك اللين (مثل الأكياس البلاستيكية).
- بلاستيك صلب (كاسيتات، أقلام حبر جاف، عبوات...).
- قوارير زجاجية.
- كرتون.
- الملابس والأحذية.
- القصدير والمعادن الأخرى.

يتم بيع المواد التي تم جمعها إما في دارمشالا أو نقلها إلى باثانكوت (المسافة: 80 كيلومترًا). النقل في حد ذاته ليس فعالًا من حيث التكلفة.

## مصنع الورق
T.S.O افتتح مصنعًا صغيرًا للورق في دارمشالا العلوية حيث يتم تصنيع المنتجات اليدوية عن طريق إعادة تدوير الورق.

## المتجر الأخضر
في عام 1994 تم افتتاح «المتجر الأخضر» وهو متجر موجه نحو البيئة يبيع منتجات مختلفة ويعمل كنقطة تجميع للمواد الخطرة، مثل البطاريات المستعملة والأدوية منتهية الصلاحية.[بحاجة لمصدر]
علاوة على ذلك يتم بيع المنتجات التالية:
- ماء نظيف.
- المنتجات الورقية من مصنع الورق.
- أكياس.
- الشامبو والمكيفات البيئية.
- الصابون والكريم.
- شاي التبت.

## الإلتزام الإجتماعي
يهتم مكتب الإستيطان التبتي بإحتياجات المجتمع، يحاول إيجاد حلول مختلفة من خلال التشكيك في الشباب والتعليم وتوفير الشيخوخة. T.S.O يقدم المشورة القانونية في حالات النزاعات في المجتمع، أحد أهدافها الرئيسية هو تحقيق الإنسجام الإجتماعي والديني والسياسي داخل المجتمع.
كما أن T.S.O أسست «جمعية المساعدة الذاتية لنساء القادي».
منذ عام 2003 أصبح مكتب الإستيطان التبتي شريكًا لخدمة النمسا في الخارج، حيث يعمل هنا موظف إجتماعي نمساوي واحد (عادة) كل عام لمدة عشرة أشهر.